# Török Tivadar (festő)
Török Tivadar (Türje, 1952. április 8. –) festő, grafikus, karikaturista.

## Életrajz
Már kisgyermek korától kezdve rajzolt. Különböző újságokban megjelent rajzokat, képregényeket másolt. Az akkoriban megjelent újság (Pajtás) rajzait másolta. Ebben az újságban főként Endrődi István rajztechnikája, stílusa ragadta meg, amely igen nagy hatással volt rá. Ezeket a rajzokat szorgalmasan lemásolta, és a stílusjelek a mai rajzain is  felismerhetők. Édesapja korai halála után Budapestre költöztek. Ez a család anyagi helyzetét jelentősen megváltoztatta, ezért az általános iskolai tanulmányai befejezése után szakácsnak tanult. Rajzszeretete miatt sokszor került konfliktusba a tanáraival. A katonai szolgálata alatt politikai karikatúrái miatt számtalan összetűzésbe került parancsnokaival. Később anyagilag függetlenedett, ekkor megnyílt az út a magániskolákba, képzőművészeti tanulmányokra.

## Stílusa
Festészetben a klasszikus reneszánsz mesterek hatásait követi. A műveiben Bosch, Bruegel hatásai érvényesülnek. A humor, a karikatúra a groteszk is felfedezhetők alkotásaiban. Jelmondata: "A világ azért él tovább, mert nevetés van.". Mesterei: Rádóczy Gyarmathy Gábor, Szunyoghy András és Nicolas Szuhodovszky.

## Díjai
- Az MH vitéz Szurmay Sándor Budapest Helyőrség Dandár elismerő oklevele
- Az MH Nívódíj 2011

## Kiállításai
- Budapest Erzsébetliget[1]
- Pataky Művelődési Központ
- Vác[2]
- Székesfehérvár
- Hévíz Helytörténeti Múzeum[3]
- Türje
- Váckisújfalu
- Fővárosi Állatkert
- Mezőgazdasági Múzeum
- Szlovákia
- Németország
- Románia